# Fontitrygon
A Fontitrygon a porcos halak (Chondrichthyes) osztályának sasrájaalakúak (Myliobatiformes) rendjébe, ezen belül a tüskésrájafélék (Dasyatidae) családjába tartozó nem.

## Rendszerezés
A nembe az alábbi 6 élő faj tartozik:
- Fontitrygon colarensis (Santos, Gomes & Charvet-Almeida, 2004)
- Fontitrygon garouaensis (Stauch & Blanc, 1962)
- Fontitrygon geijskesi (Boeseman, 1948)
- Fontitrygon margarita (Günther, 1870) - típusfaj
- Fontitrygon margaritella (Compagno & Roberts, 1984)
- Fontitrygon ukpam (Smith, 1863)